# Jens Alftin
Jens Alftin, född 3 december 1969, är en svensk tidigare förbundskapten i bandy.
Hans hemort är Bollnäs och han har varit den drivande kraften för dambandyn i Edsbyn. Jens Alftin var förbundskapten för Sveriges damlandslag i bandy 2002-2004. Han har även varit bandytränare för Bollnäs GIF:s damlag. Från och med februari 2013 är han assisterande tränare i Brobergs IF A-lag och fr o m 17 december 2017 är han ny huvudtränare.